# Guacara (Venezuela)
Pour les articles homonymes, voir Guacara.
Guacara est le chef-lieu de la municipalité de Guacara dans l'État de Carabobo au Venezuela. Ses quartiers ouest et est dépendent respectivement des deux paroisses civiles qui constituent le territoire municipal, celle de Ciudad Alianza et celle homonyme de Guacara.